# Fluorklormetan
Fluorklormetan (eller metylenklorfluorid) är en halogenalkan och en freon. Det är en färglös gas som används som kylmedel. CFC-31 har en ODP (eng. "Ozone depletion potential", ozonnedbrytningspotential) på 0,02, vilket är relativt lågt. Den finns med bland ämnena i grupp C i montrealprotokollet och kommer därmed att vara förbjudet från och med år 2030.